# Thatôn
Thatôn (birm. သထုံမြို့ /θətʰòʊɴ mjo̰/, mon. သဓီု /θa̰dˀṵì/,ang. Thaton) – miasto w południowej Mjanmie, w stanie Mon, dystrykcie Thatôn.
W okresie od IX w. po Chr. do roku 1057 stolica mońskiego Królestwa Thaton. W okresie tym Thatôn było miastem portowym nad zatoką Martaban (na skutek gromadzenia się osadów linia brzegowa odsunęła się na przestrzeni lat na odległość ok. 16 km od miasta). Pod koniec XI w. Dolna Birma wraz z Thatôn na przeciąg dwóch wieków dostała się pod panowanie birmańskiego Imperium Paganu. Według kroniki Hmannan Yazawin w 1057 r. birmański władca Anawrahta zdobył i zburzył miasto by zagrabić przechowywane w nim święte pisma buddyjskie, potrzebne mu w związku z wprowadzaniem buddyzmu therawady na terenie Górnej Birmy. Oprócz pism Anawrahta przeniósł do Paganu około 30 000 mieszkańców miasta, głównie artystów, rzemieślników i buddyjskich uczonych. Przyczynili się oni znacznie do rozkwitu kultury w birmańskim Imperium.
Przez Thatôn przebiega linia kolejowa z Pegu do Mulmejn oraz Autostrada nr 8.

## Galeria obrazów

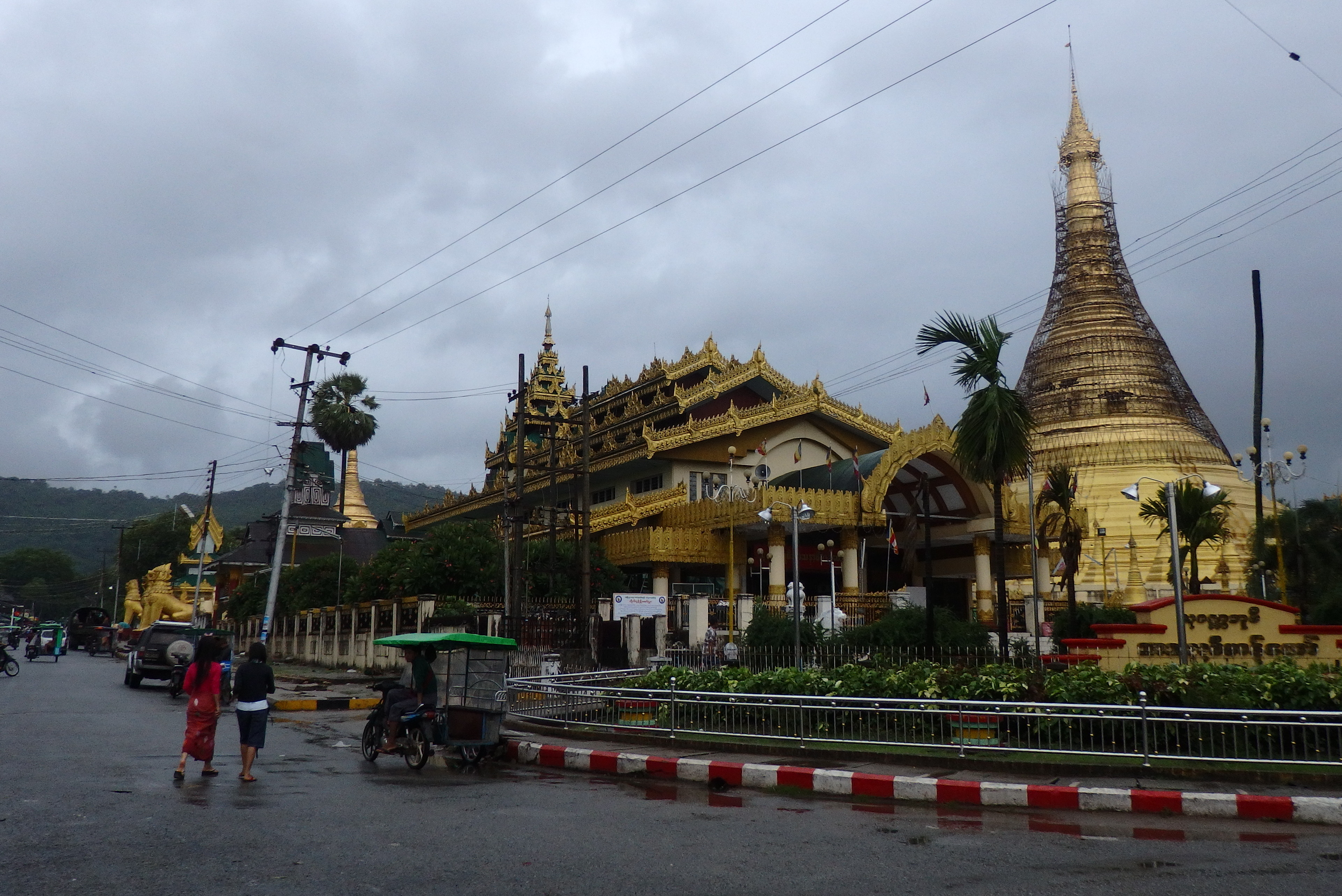
Pagoda Shwe Saryan
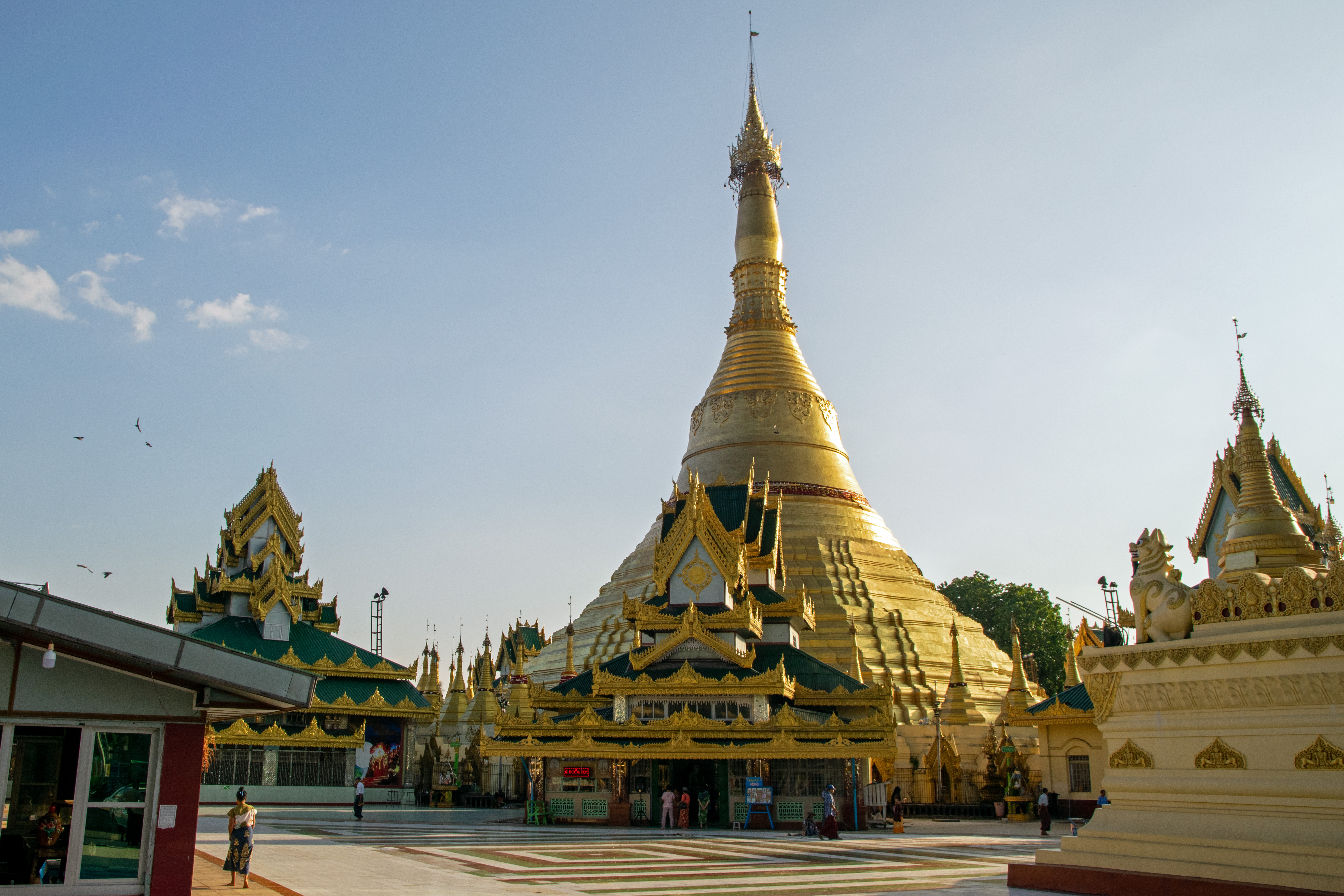
Pagoda Shwe Saryan
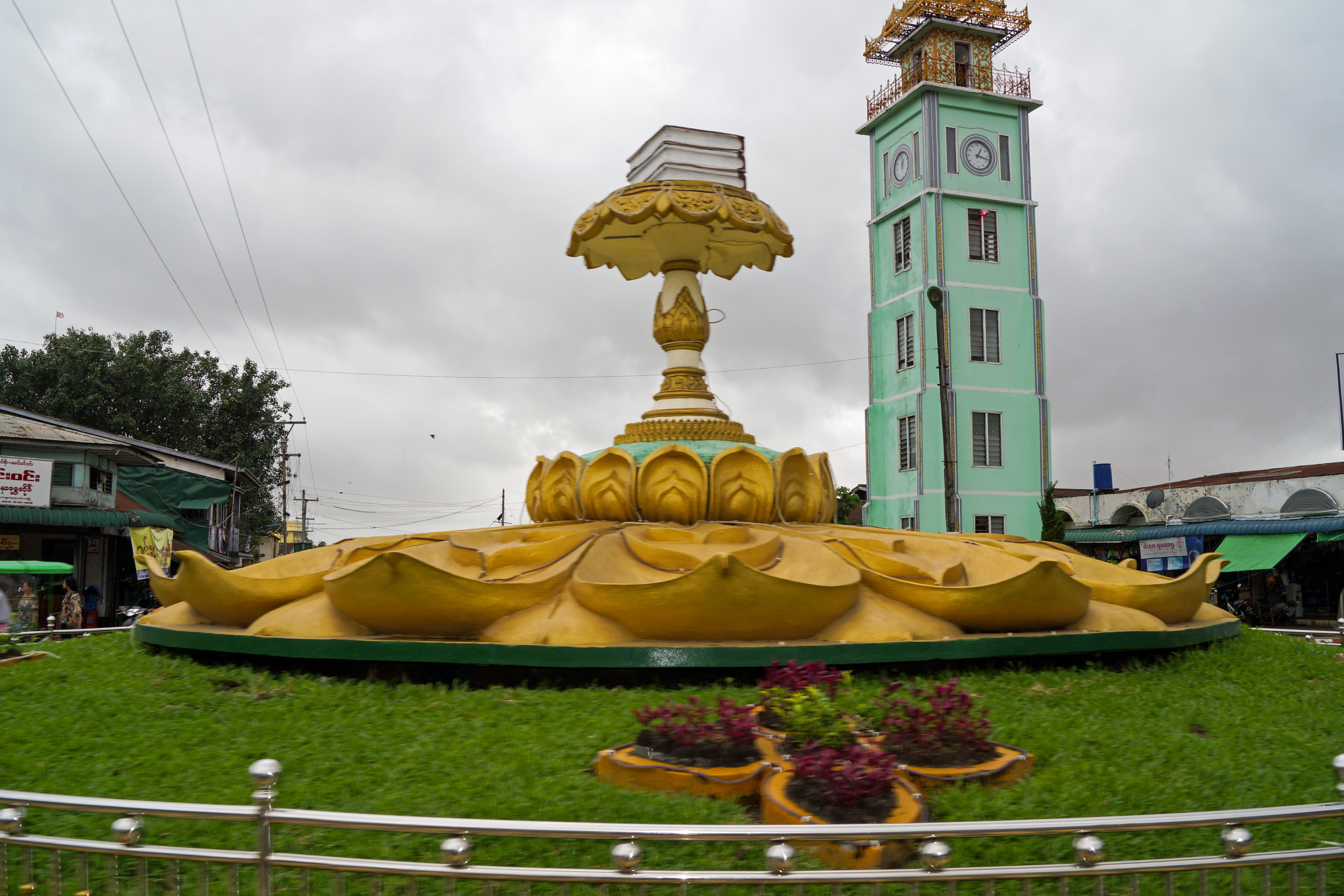
Monument w centrum miasta
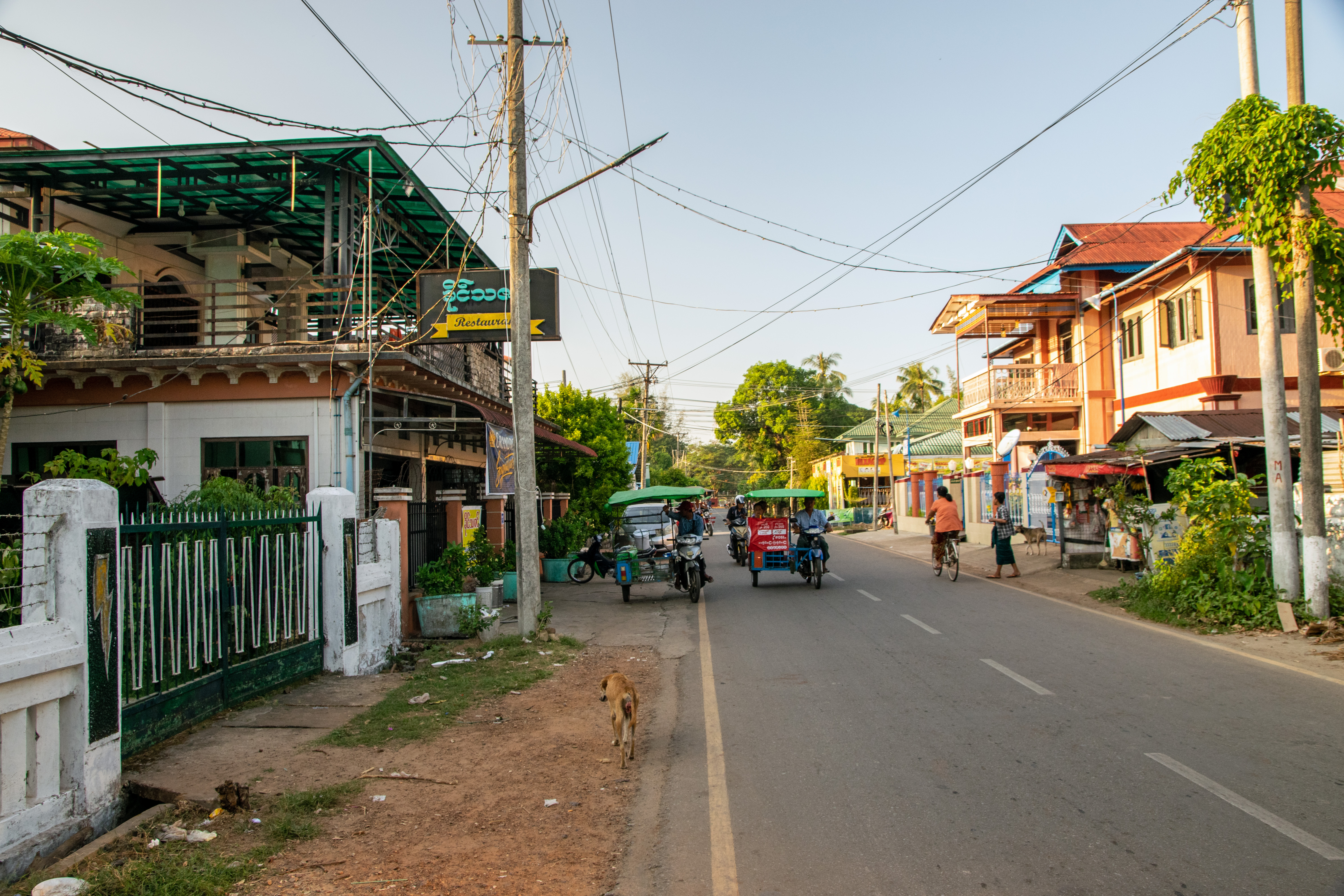
Ulica miasta
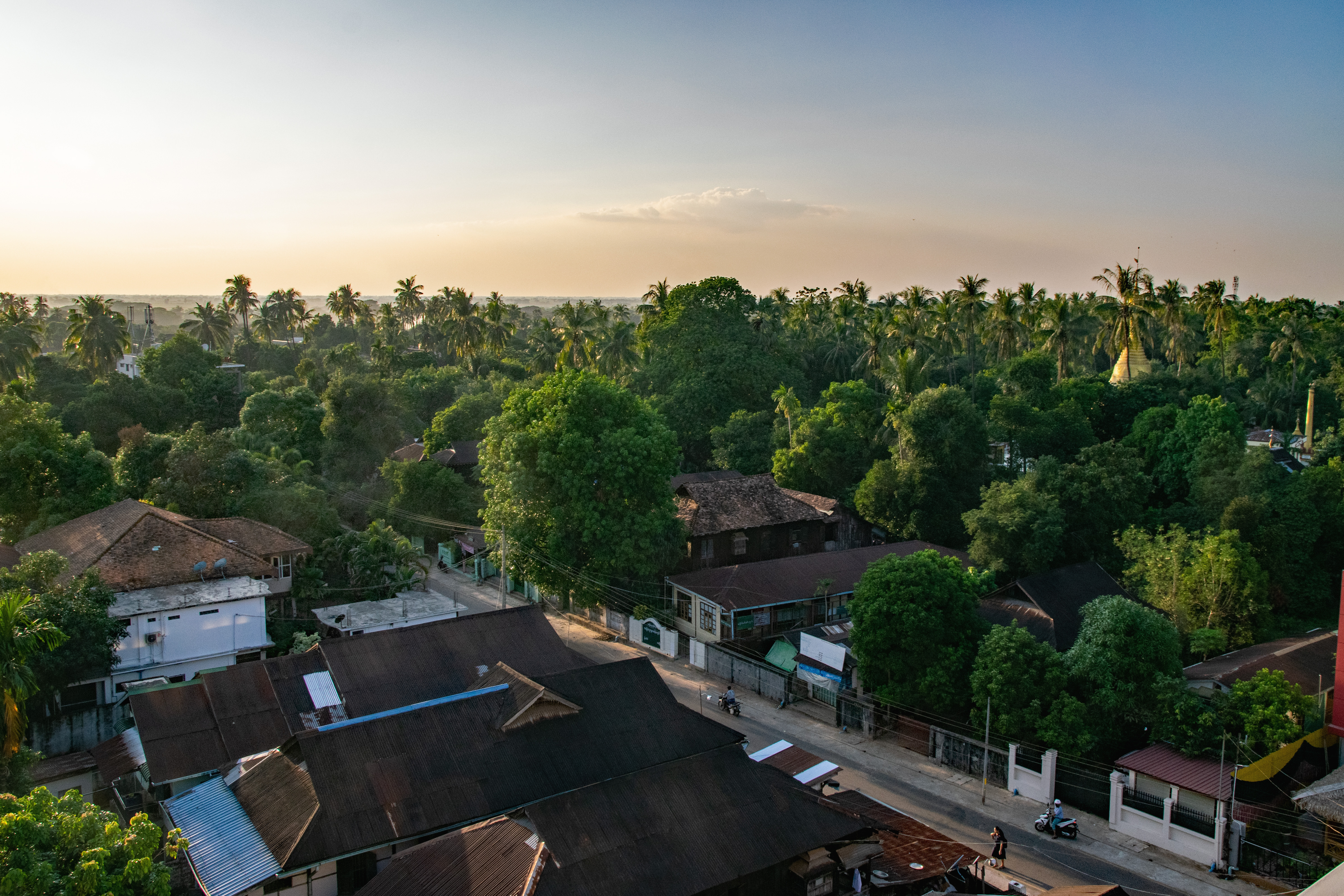
Widok miasta